# Ronke Ojo
Ronke Ojo (sinh ngày 17 tháng 7 năm 1974) là tên của một nữ diễn viên, nhạc sĩ, đạo diễn và nhà sản xuất phim người Nigeria và thường được biết đến với cái tên Ronke Oshodi Oke

## Cuộc đời và sự nghiệp
Gốc gác của bà là ở bang Ondo, nhưng bà đã được sinh ra và nuôi dưỡng ở bang Lagos, và tại đó, bà đã hoàn thành bậc giáo dục tiểu học và trung học cơ sở
. Bà bắt đầu sự nghiệp diễn xuất với một nhóm kịch có tên gọi là Sao Diễu hành (tiếng Anh: Star Parade) dưới sự lãnh đạo của Fadeyi, một diễn viên người Nigeria mà đã trở thành một cái tên thân thuộc vào năm 2000. Cũng vào khi ấy, bà đã góp mặt và nổi bật trong một bộ phim tên là Oshodi Oke, do đó cho nên bà lấy nó làm nghệ danh của mình.
Sự nghiệp âm nhạc của Ronke Ojo bắt đầu vào năm 2014 và cũng vào năm này, cô cho ra mắt một album đầu tay của bà. Vào năm 2015, bà đã cho phát hành một đĩa đơn tên là Ori Mi  sáng tác bởi một nhạc sĩ có nghệ danh là 9ice.

## Đời tư
Năm 2009, bà kết hôn với ông Anthony Gbolahan và hiện tại đã có 3 người con. Năm 2016, bà đã đăng ảnh những người con của mình để kỉ niệm 7 năm ngày cưới.

## Phim ảnh
Dưới đây là những bộ phim mà bà đã góp mặt:
- Succubus (2014)
- Isan Laye
- Eesu
- Agbere Oju
- Return of Jenifa
- Abeke Aleko
- Abeke Eleko 2
- Ajiloda
- Aimasiko eda (2006)
- Okun Ife 2 (2004)
- Okun Ife (2004)
- Asiri (2002)
- Oshodi Oke (2000)